# Kingston (Nevada)
Kingston es un lugar designado por el censo en el condado de Lander en el estado estadounidense de Nevada.

## Geografía
Kingston se encuentra ubicado en las coordenadas 39°12′36″N 117°4′11″O / 39.21000, -117.06972.